# Stav obležení
Stav obležení (v anglickém originále The Siege) je americký akční film z roku 1998. Režisérem filmu je Edward Zwick. Hlavní role ve filmu ztvárnili Denzel Washington, Annette Bening, Bruce Willis, Tony Shalhoub a Aasif Mandvi.

## Obsazení
| Denzel Washington | Anthony Hubbard            |
| Annette Bening    | Elise Kraft/Sharon Bridger |
| Bruce Willis      | William Devereaux          |
| Tony Shalhoub     | Frank Haddad               |
| Aasif Mandvi      | Khalil Saleh               |
| Sami Bouajila     | Samir Nazhde               |
| Ahmed Ben Larby   | Akhmed bin Talal           |
| Lianna Pai        | Tina Osu                   |